# لاک‌پشت گردن‌ماری معمولی
لاک‌پشت گردن‌ماری معمولی یا لاکپشت گردندراز شرقی (Chelodina longicollis) یک گونه لاکپشت گردنماری در شرق استرالیا است که در طیف گسترده‌ای از آب‌ها زندگی می‌کند و یک تغذیه کننده فرصت طلب است. این یک لاکپشت کنارگردن است.
لاک آن عموماً سیاه رنگ است، اگرچه در برخی موارد ممکن است قهوه‌ای باشد.